# 87 Batalion Budowlany
87 Batalion Budowlany (niem. Bau-Bataillon 87)  –  pomocniczy oddział wojskowy Wehrmachtu złożony z Niemców i przedstawicieli narodów Azji Środkowej podczas II wojny światowej.
Batalion został sformowany 26 sierpnia 1939 r. na obszarze VI Okręgu Wojskowego. Składał się z czterech kompanii. Rekrutował się z członków Służby Pracy Rzeszy (RAD). Stacjonował w zachodniej części Niemiec. Po ataku wojsk niemieckich na ZSRR 22 czerwca 1941 r., batalion wysłano na front wschodni. Wykonywał różnego rodzaju zadania budowlane. Służył na północnym odcinku frontu pod zwierzchnictwem 4 Grupy Pancernej LVI Korpusu Armijnego. Wkrótce podporządkowano go bezpośrednio 16 Armii X Korpusu Armijnego. Pod koniec lipca 1943 r. 1 Kompania została przemianowana na turkiestańską w związku z tym, że w jej skład weszli b. jeńcy wojenni-czerwonoarmiści pochodzenia środkowoazjatyckiego. Pod koniec sierpnia tego roku oddział przekształcono w Baupionier-Bataillon 87. Pod koniec października kolejne dwie kompanie (3 i 4) stały się turkiestańskie. Pod koniec maja 1944 r. 1 Kompanię przekazano do Bau-Pionier-Bataillon 121. Została ona zastąpiona przez 4 Kompanię Bau-Pionier-Bataillon 505. Od końca 1944 r. batalion znajdował się w tzw. worku kurlandzkim, kapitulując wraz z pozostałymi wojskami niemieckimi w pierwszych dniach maja 1945 r.